# Vall de Torne
La Vall de Torne o Vall del Riu Torne, és una vall situada a la frontera entre Suècia i Finlàndia. El nom de la vall prové del riu Torne, que la travessa i desemboca al Golf de Bòtnia. L'entorn cultural al voltant del riu Torne està caracteritzat per l'agricultura, la ramaderia de rens i la pesca.
La cara sueca de la vall alberga una cultura pròpia, que té la seva pròpia identitat lingüística, el Meänkieli. La parla és un dialecte del finlandès i sovint és considerada una llengua independent - els seus parlants són sovint anomenats "tornedalencs". La zona original de parla finlandesa s'estén més enllà de la vall, arriba fins a Gällivare.